# Irmãos da Floresta
Os Irmãos da Floresta, ou a Irmandade da Floresta (em estoniano:  metsavennad, em letão:  mežabrāļi, em lituano:  miško broliai), eram partisans do Báltico que travaram uma guerrilha contra a invasão e ocupação soviética dos três estados bálticos durante e após a Segunda Guerra Mundial. Grupos de resistência antissoviéticos similares na Europa Central e Oriental lutaram contra o domínio comunista na Bulgária, na Polônia, na Romênia, e no oeste da Ucrânia.
O Exército Vermelho ocupou os estados independentes do Báltico em 1940-1941 e, após um período de ocupação alemã, novamente em 1944-1945. À medida que a repressão stalinista na região se intensificou nos anos seguintes, 50.000 habitantes desses países passaram as densas florestas da área como refúgio natural e base para a resistência armada anti-soviética.
As unidades de resistência variavam em tamanho e composição, indo de guerrilheiros que operavam individualmente, armados principalmente para autodefesa, a grupos grandes e bem organizados, capazes de lutar contra forças soviéticas significativas.

## Contexto

### Origens do termo
O termo Irmãos da Floresta foi usado pela primeira vez na região do Báltico durante a caótica Revolução Russa de 1905. Fontes variadas referem-se aos Irmãos da Floresta desta época ou como camponeses revoltados ou como professores em busca de refúgio na floresta.

### Entre dois poderes
A Estônia, a Letônia e a Lituânia conquistaram sua independência em 1918, após o colapso do Império Russo. Os ideais de nacionalismo e autodeterminação se apoderaram de muitas pessoas com a existência da Estônia e Letônia como Estados independentes pela primeira vez desde o século XIII. Ao mesmo tempo, os lituanos restabeleceram um Estado soberano, que possuía uma rica história anterior, tendo a República das Duas Nações sido o maior país da Europa durante o século XIV, mas ocupado pelo Império Russo desde 1795. Declarações aliadas, como a Carta do Atlântico, prometeram um mundo pós-guerra no qual as três nações bálticas poderiam se restabelecer. Já tendo experimentado a ocupação pelo regime soviético seguido pelo regime nazista, muitas pessoas não estavam dispostas a aceitar outra ocupação.
Ao contrário da Estônia e da Letônia, onde os alemães recrutaram a população local em formações militares dentro da Waffen-SS, a Lituânia nunca teve sua própria divisão da Waffen-SS. Em 1944, as autoridades nazistas criaram uma "Força de Defesa Territorial da Lituânia" mal equipada, mas com 20.000 funcionários, sob o comando do general Povilas Plechavičius para combater os partisans soviéticos liderados por Antanas Sniečkus. Os alemães, no entanto, rapidamente viram essa força como uma ameaça nacionalista ao seu regime de ocupação. Os funcionários mais altos foram presos em 15 de maio de 1944, com o general Plechavičius sendo deportado para o campo de concentração de Salaspils, na Letônia. No entanto, aproximadamente metade das forças restantes formaram unidades de guerrilha e se dissolveram no campo, em preparação para operações partisans contra o Exército Vermelho quando a Frente Oriental se aproximou.
As operações de guerrilha na Estônia e na Letônia tiveram alguma base na autorização de Adolf Hitler de uma retirada total da Estônia em meados de setembro de 1944 (o ditador nazista permitiu que soldados de suas forças estonianas, principalmente a 20ª Divisão Waffen-SS (1ª Estônia), ficassem e defendessem suas casas) e no destino do Grupo de Exército Courland, que esteve entre as últimas forças de Hitler a se render, depois ficar encurralado na Península de Courland em 1945. Muitos soldados estonianos e letões, e alguns alemães, escaparam da captura e lutaram como Irmãos da Floresta por anos após a guerra. Outros, como Alfons Rebane e Alfrēds Riekstiņš, escaparam para o Reino Unido e a Suécia e participaram de operações de inteligência dos Aliados em auxílio dos Irmãos da Floresta.

Enquanto a Waffen-SS foi considerada culpada de crimes de guerra e outras atrocidades e declarada uma organização criminosa após a guerra, os julgamentos de Nuremberg excluíram explicitamente os recrutas nos seguintes termos: 
O Tribunal declara ser criminoso, na acepção da Carta, o grupo composto pelas pessoas que foram oficialmente aceitas como membros da SS, conforme enumeradas no parágrafo anterior, que se tornaram ou permaneceram membros da organização com conhecimento de que estavam sendo usadas para a prática de atos declarados criminais pelo Artigo 6 da Carta, ou que tenham sido pessoalmente envolvidos como membros da organização na prática de tais crimes, excluindo, no entanto, aqueles que foram convocados pelo Estado de maneira a não lhes foi dada escolha e que não cometeram tais crimes. 
Em 1949-1950, a Comissão de Pessoas Deslocadas dos Estados Unidos investigou as divisões da Estônia e da Letônia e, em 1º de setembro de 1950, adotou a seguinte política: 
As unidades bálticas da Waffen SS devem ser consideradas como separadas e distintas em propósito, ideologia, atividades e qualificações para serem membros da SS alemã e, portanto, a Comissão considera que elas não são um movimento hostil ao governo dos Estados Unidos sob a Seção 13 da Lei das Pessoas Deslocadas, conforme emenda. 
O governo letão afirmou que a Legião Letã, composta principalmente pelas 15ª e 19ª divisões letãs da Waffen-SS, não era uma organização criminosa nem colaboracionista.
O número de pessoas a resistência aumentou com as tentativas de recrutamento do Exército Vermelho nos Estados bálticos após a guerra, com menos da metade dos recrutas registrados aparecendo em alguns distritos. O assédio generalizado às famílias dos recrutas desaparecidos levou mais pessoas a fugir das autoridades nas florestas. Muitos homens alistados desertaram, levando suas armas com eles.

## Guerra de verão
Com a invasão alemã da União Soviética em 22 de junho de 1941, Josef Stalin fez uma declaração pública no rádio pedindo uma política de terra arrasada nas áreas a serem abandonadas em 3 de julho. Cerca de 10.000 Irmãos da Floresta, que se organizaram em organizações da Omakaitse (Guarda Nacional) em todo o país, atacaram as forças do NKVD, batalhões de destruição e o 8º Exército (sob o comando do Major Ljubovtsev), matando 4.800 e capturando 14.000. A batalha de Tartu durou duas semanas e destruiu grande parte da cidade. Sob a liderança de Friedrich Kurg, os Irmãos da Floresta expulsaram os soviéticos de Tartu, atrás da linha formada pelos rios Pärnu e Emajõgi. Assim, eles garantiram o sul da Estônia permanecesse sob o controle nacional até 10 de julho. O NKVD matou 193 pessoas na prisão de Tartu em sua retirada em 8 de julho.
O 18º Exército alemão cruzou a fronteira sul da Estônia nos dias 7 e 9 de julho. Os alemães retomaram seu avanço na Estônia, trabalhando em cooperação com os Irmãos da Floresta e os Omakaitse. No norte da Estônia, os batalhões de destruição tiveram maior impacto, sendo o último território báltico capturado pelos soviéticos. As forças da Estônia e da Alemanha tomaram Narva em 17 de agosto e a capital da Estônia Tallinn em 28 de agosto. Nesse dia, a bandeira vermelha em Pikk Hermann foi substituída por Fred Ise pela bandeira da Estônia, apenas para ser substituída mais uma vez por uma bandeira alemã algumas horas depois. Depois que os soviéticos foram expulsos da Estônia, o Grupo do Exército do Norte da Alemanha desarmou todos os grupos dos Irmãos da Floresta e do Omakaitse.
As unidades partisans do sul da Estônia foram novamente convocadas em agosto de 1941, sob o nome de estoniano Omakaitse. Os membros foram selecionados inicialmente no círculo mais próximo de amigos. Mais tarde, os membros candidatos foram convidados a assinar uma declaração de que não eram membros de uma organização comunista. O Omakaitse estoniano dependia dos antigos regulamentos da Liga de Defesa da Estônia e do Exército da Estônia, na medida em que eram consistentes com as leis da ocupação alemã. As tarefas do Omakaitse eram as seguintes:
1. Defender a costa e as fronteiras;
2. Lutar contra pára-quedistas, sabotagem e espionagem;
3. Guardar objetos militarmente importantes;
4. Lutar contra o comunismo;
5. Prestar assistência à polícia da Estônia e garantir a segurança geral dos cidadãos;
6. Prestar assistência em caso de incidentes de grande escala (incêndios, inundações, doenças, etc.);
7. Fornecer treinamento militar para seus membros e outros cidadãos leais;
8. Aprofundar e preservar os sentimentos patrióticos e nacionais dos cidadãos.[11]

Em 15 de julho, o Omakaitse tinha 10.200 membros; em 1 de dezembro de 1941, 40.599 membros. Até fevereiro de 1944, o número de membros era de cerca de 40.000.

## A guerra partisan
No final da década de 1940 e no início da década de 1950, os Irmãos da Floresta receberam suprimentos, oficiais de ligação e coordenação logística pelos serviços de inteligência secreta britânica (MI6), americana (CIA) e sueca (KSI). Esse apoio desempenhou um papel fundamental no movimento de resistência do Báltico, porém diminuiu significativamente após a Operação Selva do MI6 ter sido severamente comprometida pelas atividades de espiões britânicos (Kim Philby e outros) que transmitiram informações aos soviéticos, permitindo que a KGB identificasse e se infiltrasse, eliminando muitas unidades de guerrilha do Báltico e impedindo que outras tivessem qualquer contato adicional com agentes de inteligência ocidentais.  
O conflito entre as forças armadas soviéticas e os Irmãos da Floresta durou mais de uma década e custou pelo menos 50.000 vidas. As estimativas para o número de combatentes em cada país variam. Misiunas e Taagepera estimam que os números atingiram 30.000 na Lituânia, entre 10.000 e 15.000 na Letônia e 10.000 na Estônia. Unidades do NKVD trajadas como Irmãos da Floresta cometeram atrocidades para desacreditá-los e desmoralizar a população civil.

### Na Estônia

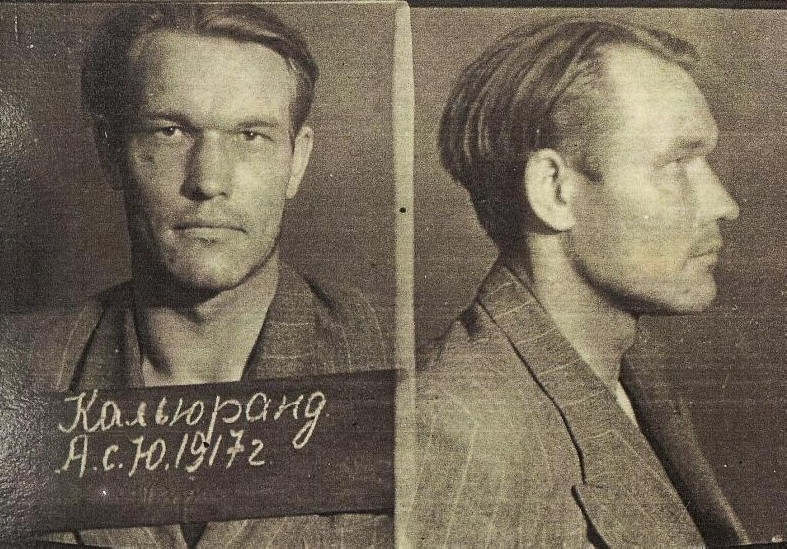
Lutador partisan da Estônia Ants "o Terrível" Kaljurand

Na Estônia, 14.000 a 15.000 homens participaram dos combates entre 1944 e 1953: Os Irmãos da Floresta foram mais ativos no condado de Võru, nas fronteiras entre os condados de Pärnu e Lääne, e tiveram atividade significativa também entre os condados de Tartu e Viru. De novembro de 1944 a novembro de 1947, eles realizaram 773 ataques armados, matando cerca de 1.000 soviéticos e seus apoiadores. No auge em 1947, a organização controlava dezenas de vilas e cidades, criando um incômodo considerável para os transportes de suprimentos soviéticos, que exigiam uma escolta armada. August Sabbe, um dos últimos Irmãos da Floresta sobreviventes, foi descoberto em 1978 por agentes da KGB posando com seus colegas pescadores. Em vez de se render, ele pulou no riacho Võhandu e ficou preso a um tronco, se afogando no processo. A KGB insistiu que Sabbe, de 69 anos, se afogou enquanto tentava escapar, uma teoria difícil de ser creditada, dada a água rasa e a falta de cobertura no local.
Houve inúmeras tentativas de caçar parentes dos Irmãos da Floresta. Uma dos estonianas que conseguiu escapar das deportações foi Taimi Kreitsberg. Ela lembrou que as autoridades soviéticas "me levaram a Võru, não fui espancada por lá, mas por três dias e noites não recebi comida nem bebida. Eles me disseram que não iam me matar, mas me torturaram [até] que traí todos os bandidos. Durante cerca de um mês, eles me arrastaram pela floresta e me levaram a fazendas pertencentes aos parentes dos Irmãos da Floresta. Eles me enviaram como instigadora para pedir comida e abrigo enquanto os próprios chekistas esperavam do lado de fora. Eu disse às pessoas para me mandarem embora, já que eu havia sido enviada pelos órgãos de segurança."

### Na Letônia
Na Letônia, os preparativos para operações partisans foram iniciados durante a ocupação alemã, mas os líderes dessas unidades nacionalistas foram presos pelas autoridades nazistas. Outras unidades de resistência começaram a se formar no final da guerra, compostas por ex-soldados da Legião da Letônia, além de civis. Em 8 de setembro de 1944, em Riga, a liderança do Conselho Central da Letônia (CCL) adotou uma Declaração sobre a restauração do Estado da Letônia, pretendendo restaurar a independência de facto da república letã. Além disso, esperava-se que os apoiadores internacionais aproveitassem o intervalo entre trocas das potências ocupantes. A Declaração prescreveu que o Satversme é a lei fundamental da República da Letônia restaurada e previa a criação de um Gabinete de Ministros que organizaria a restauração do Estado da Letônia.
Algumas das realizações mais importantes do CCL estão relacionadas ao seu ramo militar - o grupo do General Jānis Kurelis (o chamado "kurelieši") junto ao batalhão do tenente Roberts Rubenis, realizaram a resistência armada contra as forças da Waffen SS.
O número de combatentes ativos atingiu um pico entre 10.000 e 15.000, enquanto o número total de combatentes da resistência chegou aos 40.000. Um autor fornece um número de até 12.000 agrupados em 700 bandas durante a década de 1945 a 1955, mas os números definitivos não estão disponíveis. Com o tempo, os guerrilheiros substituíram suas armas alemãs pelas de fabricação soviética. O comando central das organizações de resistência letãs manteve um escritório na rua Matīsa, em Riga, até 1947. Em cerca de 3.000 ataques, os guerrilheiros infligiram danos a militares uniformizados, quadros do partido (principalmente nas áreas rurais), prédios e depósitos de munição. As autoridades comunistas relataram 1.562 funcionários soviéticos mortos e 560 feridos durante todo o período de resistência.
Uma descrição de uma ação típica dos Irmãos da Floresta é fornecida por Tālrīts Krastiņš. Ele, um soldado de reconhecimento do 19º Divisão de Granadeiros Waffen SS (2ª letã), foi recrutado com outros 15 letões para formar uma unidade stay-behind nazista no fim da guerra. Fugindo para a floresta, o grupo, liderado por Krastiņš, evitou qualquer contato com residentes e parentes locais, roubando caminhões por dinheiro e mantendo simultaneamente um apartamento no centro de Riga para operações de reconhecimento. Inicialmente, eles operaram assassinando gerentes do Partido Comunista de baixo escalão, mas depois concentraram seus esforços na tentativa de assassinar o chefe da SSR letã, Vilis Lācis. O grupo recrutou uma russa que trabalhava no Soviete Supremo da SSR letã que, os informou sobre o horário de transporte de Lācis. Eles fizeram uma emboscada na estrada quando Lācis estava viajando de Riga para Jūrmala, mas atiraram no carro errado. A segunda tentativa também se baseou em uma colaboradora do sexo feminino, mas que provou ser uma agente disfarçada do NKVD. O grupo inteiro foi detido e condenado à prisão em 1948.
Os Irmãos da Floresta da Letônia eram mais ativos nas regiões fronteiriças, incluindo Dundaga, Taurkalne, Lubāna, Aloja e Līvāni. Nas regiões orientais, eles tinham laços com os Irmãos da Floresta da Estônia; e nas regiões ocidentais, com os lituanos. Como na Estônia e na Lituânia, os partidários foram mortos e infiltrados pelo MVD e pelo NKVD por muitos anos, e a assistência dos serviços de inteligência ocidental foi severamente comprometida pela contra-inteligência soviética e por agentes duplos da Letônia, como Augusts Bergmanis e Vidvuds Sveics. Além disso, os soviéticos gradualmente consolidaram seu domínio nas cidades: a ajuda de civis rurais não foi tão imediata e unidades militares e de segurança especiais foram enviadas para controlar os guerrilheiros. Os últimos grupos saíram das florestas em 1957 para se render prontamente às autoridades.

### Na Lituânia

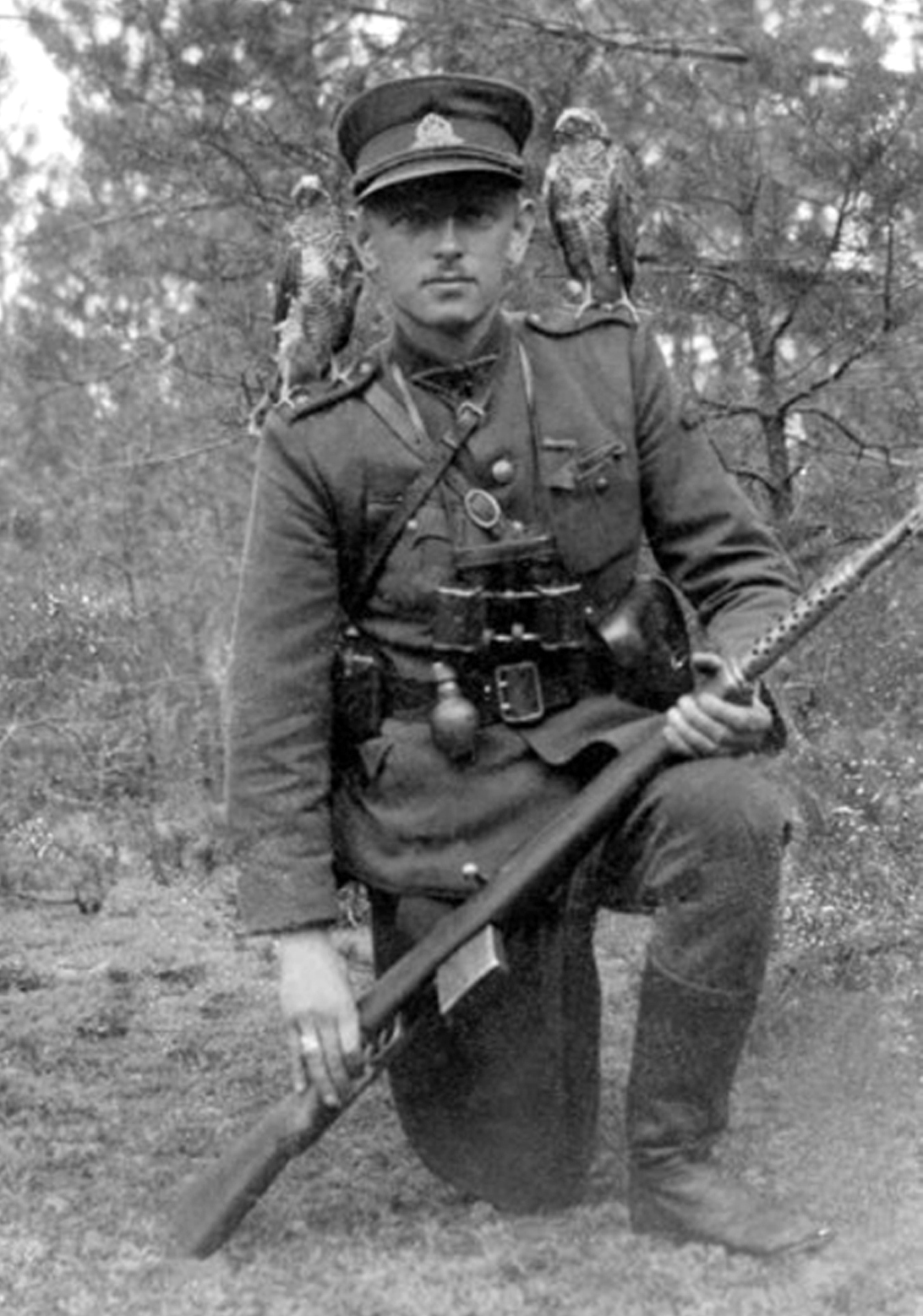
Adolfas Ramanauskas ("Vanagas"), comandante da União dos Combatentes da Liberdade da Lituânia

Entre os três países, a resistência foi melhor organizada na Lituânia, onde unidades de guerrilha controlavam regiões inteiras do interior até 1949. Seus armamentos incluíam metralhadoras tchecas Skoda, metralhadoras russas Maxim, morteiros variados e uma grande variedade de metralhadoras ligeiras alemãs e soviéticas e submetralhadoras. Quando não estavam em batalhas diretas com o Exército Vermelho ou com as unidades especiais do NKVD, eles atrasaram significativamente a consolidação do domínio soviético por meio de emboscadas, sabotagens, assassinatos de ativistas e oficiais comunistas locais, libertando guerrilheiros presos e imprimindo jornais clandestinos.
Em 1 de julho de 1944, o Exército da Liberdade da Lituânia (em lituano: Lietuvos laisvės armija, LLA) declarou estado de guerra contra a União Soviética e ordenou que todos os seus membros capazes se mobilizassem em pelotões, estacionados nas florestas e não deixem a Lituânia. Os departamentos foram substituídos por dois setores - operacional, chamado Vanagai (Falcões; abreviado VS) e organizacional (abreviado OS). Os vanagai, comandado por Albinas Karalius (codinome Varenis), foram os combatentes armados, enquanto o setor organizacional foi incumbido de resistência passiva, incluindo fornecimento de alimentos, informações e transporte para vanagai. Em meados de 1944, o Exército da Liberdade da Lituânia tinha 10.000 membros. Os soviéticos haviam matado 659 e prendido 753 membros do LLA até 26 de janeiro de 1945. O fundador Kazys Veverskis foi morto em dezembro de 1944, e a sede foi liquidada em dezembro de 1945. Isso representou o fracasso de uma resistência altamente centralizada, pois a organização dependia demais de Veverskis e de outros altos comandantes. Em 1946, os líderes e combatentes remanescentes do LLA começaram a se fundir com partisans da Lituânia. Em 1949, todos os membros da presidência da União dos Combatentes da Liberdade da Lituânia (capitão Jonas Žemaitis-Tylius, Petras Bartkus-gadgaila, Bronius Liesys-Naktis e Juozas Šibaila-Merainis) haviam participado do LLA.
O Comitê Supremo para a Libertação da Lituânia (em lituano: Vyriausiasis Lietuvos išlaisvinimo komitetas, VLIK), foi criado em 25 de novembro de 1943. O VLIK publicou jornais clandestinos e organizou a resistência contra os nazistas. A Gestapo prendeu os membros mais influentes em 1944. Após a reocupação da Lituânia pelos soviéticos, o VLIK mudou-se para o Ocidente estabeleceu como objetivo manter o não reconhecimento da ocupação e disseminação de informações da Lituânia para além da cortina de ferro - incluindo as informações fornecidas pelos partisans da Lituânia.
Antigos membros da Força de Defesa Territorial da Lituânia, do Exército da Liberdade da Lituânia, das Forças Armadas da Lituânia, e da União dos Fuzileiros Lituanos formaram a base dos partisans da Lituânia. Agricultores, funcionários, estudantes, professores e até estudantes aderiram ao movimento partisan. O movimento foi apoiado ativamente pela sociedade e pela igreja católica. Estima-se que até o final de 1945, 30.000 pessoas armadas permaneceram nas florestas na Lituânia.
Os partisans estavam bem armados. Durante as repressivas soviéticas de 1945-1951 foram apreendidos 31 morteiros, 2.921 metralhadoras, 6.304 rifles de assalto, 22.962 rifles, 8.155 pistolas, 15.264 granadas, 2.596 minas e 3.779.133 cartuchos dos partisans. Os partisans geralmente reabasteciam seu arsenal matando istrebiteli, membros das forças policiais secretas soviéticas ou comprando munição de soldados do Exército Vermelho. Todo partisan tinha binóculos e poucas granadas. Uma granada era geralmente reservada para explodir a si mesmos para evitar serem presos, pois as torturas físicas do MGB/NKVD eram muito brutais e cruéis, e serem reconhecidos, para impedir que seus parentes sofressem.
Os Irmãos da Floresta lituanos capturados muitas vezes enfrentavam tortura e execução sumária, enquanto seus parentes eram deportados para a Sibéria. As represálias contra fazendas e aldeias anti-soviéticas foram duras. Unidades do NKVD, chamadas Pelotões de Defesa do Povo (conhecidas pelos lituanos como stribai, do em russo:  izstrebiteli, significando destróieres), usavam táticas de choque, como exibir os cadáveres de guerrilheiros executados nas praças das aldeias para desencorajar a resistência.

O relatório de uma comissão formada em uma prisão da KGB poucos dias depois da detenção de Adolfas Ramanauskas ( "Vanagas"), comandante-chefe da União de Guerreiros da Liberdade Lituanos, em 15 de Outubro de 1956, observou o seguinte: 
O olho direito está coberto por hematomas, na pálpebra foram feitas seis facadas, a julgar pelo diâmetro, por um arame ou prego fino penetrando profundamente no globo ocular. Vários hematomas na área do estômago, um corte em um dedo da mão direita. A genitália revela o seguinte: uma grande ferida no lado direito do escroto e uma ferida no lado esquerdo, ambos os testículos e dutos espermáticos estão ausentes. 
Juozas Lukša estava entre aqueles que conseguiram fugir para o Ocidente; ele escreveu suas memórias em Paris - Fighters for Freedom. Partidários da Lituânia versus a URSS e foi morto após retornar à Lituânia em 1951.
Pranas Končius (codinome Adomas) foi o último guerrilheiro de resistência antissoviética da Lituânia, morto em ação pelas forças soviéticas em 6 de julho de 1965 (algumas fontes indicam que ele se matou a fim de evitar ser capturado em 13 de julho). Ele foi premiado com a Cruz de Vytis postumamente em 2000.
Benediktas Mikulis, um dos últimos partisans conhecidos a permanecer na floresta, emergiu em 1971. Ele foi preso na década de 1980 e passou vários anos na prisão.

### Declínio dos movimentos de resistência
No início da década de 1950, as forças soviéticas haviam erradicado a maior parte da resistência dos Irmãos da Floresta. A inteligência reunida pelos espiões soviéticos no Ocidente e os infiltrados da KGB dentro do movimento de resistência, em combinação com operações soviéticas em grande escala em 1952, conseguiram encerrar as campanhas.
Muitos dos Irmãos da Floresta restantes depuseram suas armas quando as autoridades soviéticas ofereceram uma anistia após a morte de Joseph Stalin em 1953, embora lutas isoladas continuassem até a década de 1960. Sabe-se que os últimos guerrilheiros individuais permaneceram escondidos e escaparam à captura na década de 1980, quando os estados bálticos estavam pressionando pela independência por meios pacíficos, como a cadeia báltica e a Revolução Cantada)

## Consequências, memoriais e lembranças

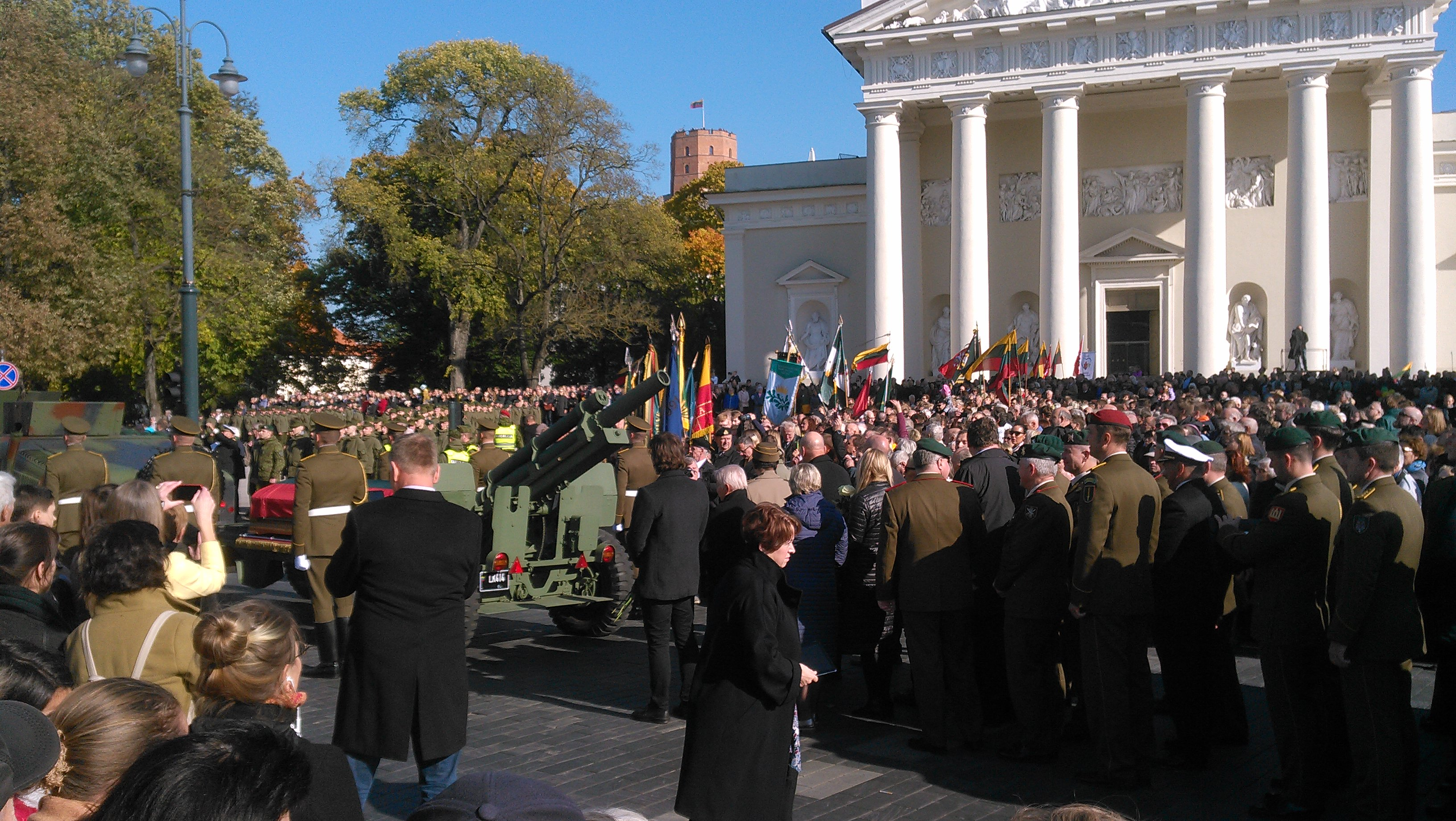
Funeral de Estado do comandante partisan lituano Adolfas Ramanauskas-Vanagas (1918–1957), 2019

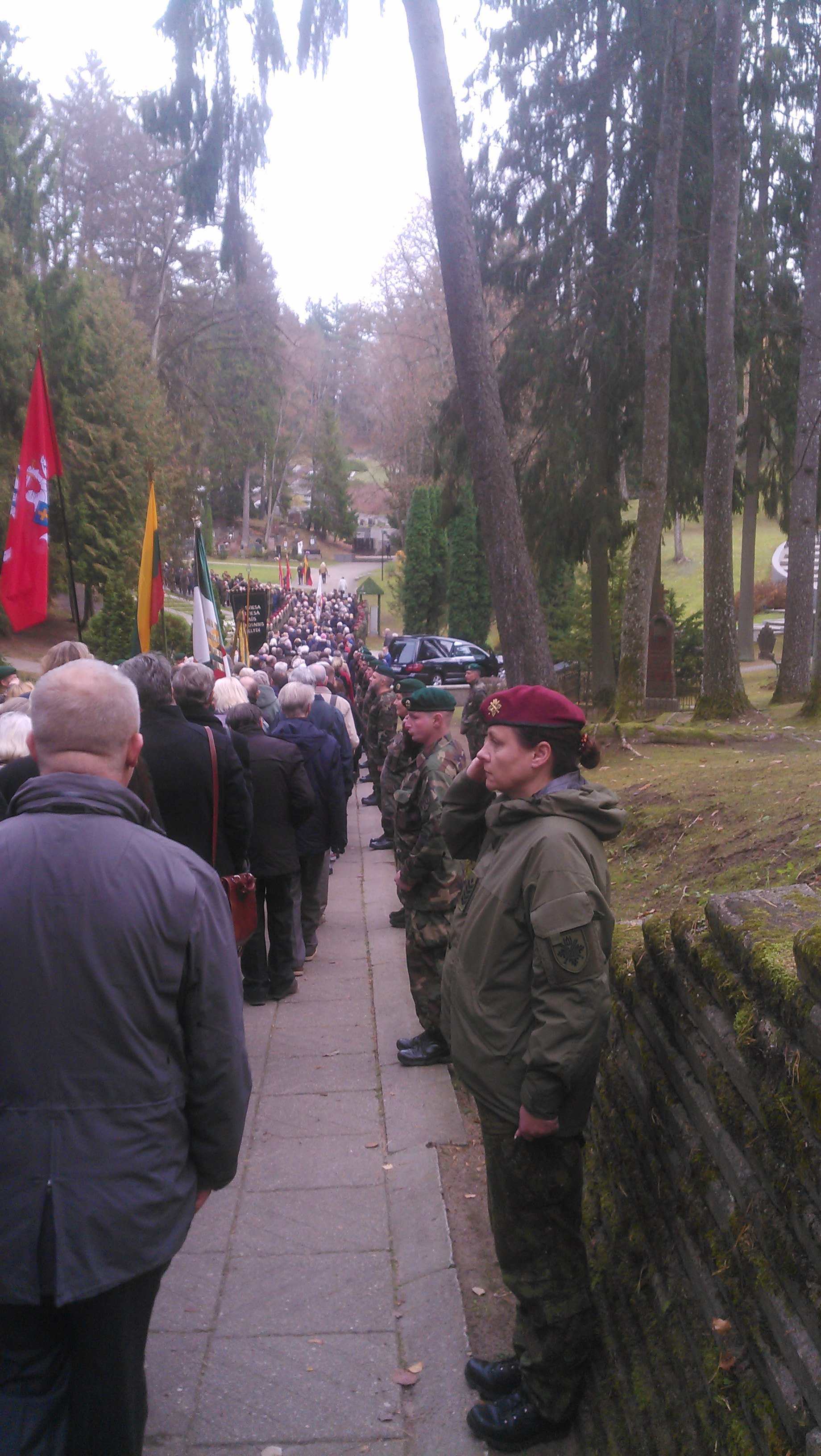
Funeral de Estado do último partisan anti-soviético lituano A. Kraujelis-Siaubūnas (1928–1965), 2019

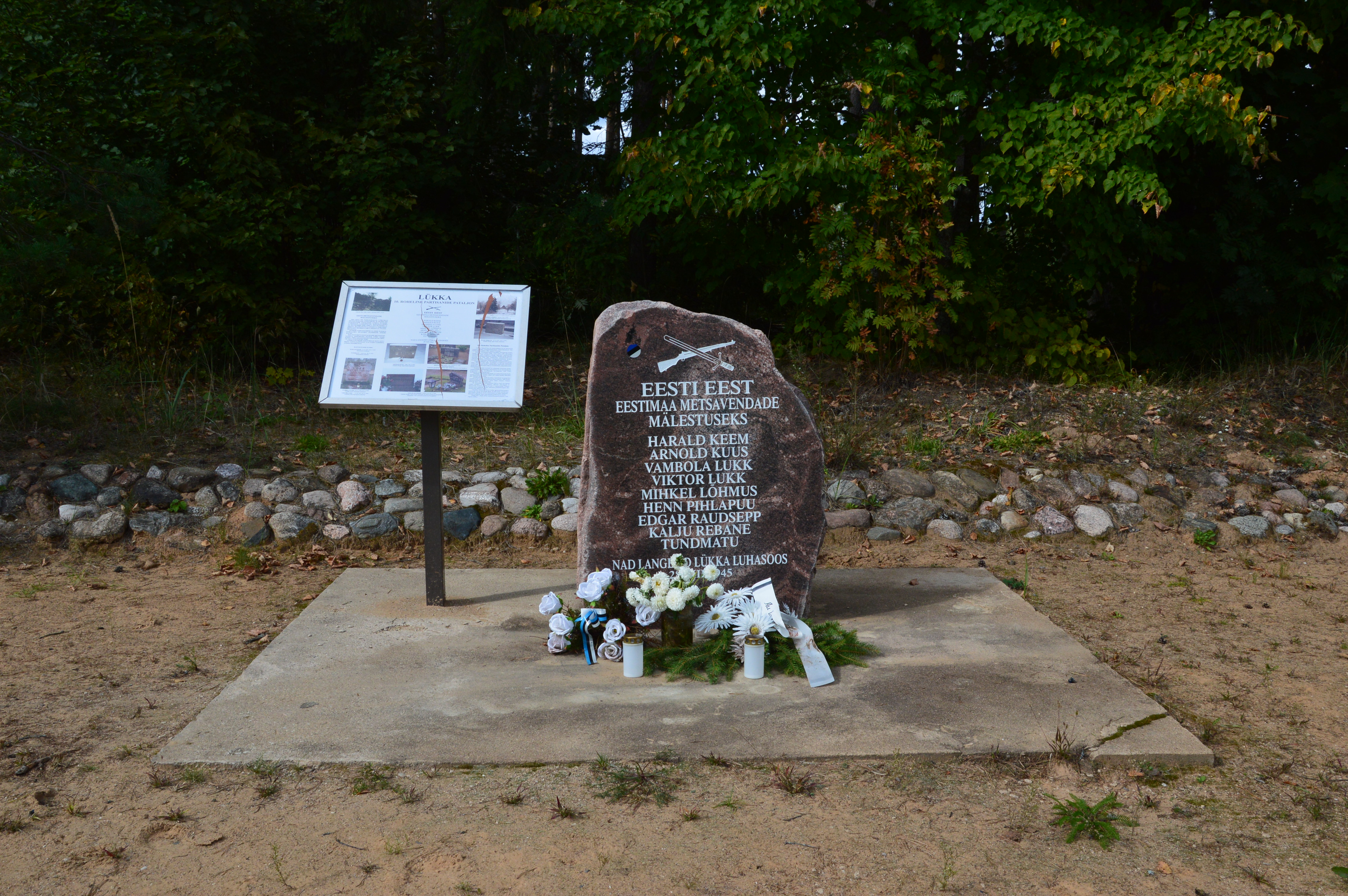
Pedra memorial na paróquia de Rõuge para os Irmãos da Floresta que morreram na batalha de Lükka

Muitos Irmãos da Floresta persistiram na esperança de que as hostilidades da Guerra Fria entre o Ocidente, que nunca reconheceu formalmente a ocupação soviética, e a União Soviética pudessem se transformar em um conflito armado no qual os países bálticos seriam libertados. Isso nunca se materializou e, de acordo com Mart Laar muitos dos ex-Irmãos da floresta sobreviventes permaneceram amargos com o fato do Ocidente não ter enfrentado a União Soviética militarmente. Quando a brutal repressão da Revolução Húngara em 1956 não provocou uma intervenção ou uma resposta de apoio das potências ocidentais, a resistência organizada nos Estados Bálticos enfraqueceu-se ainda mais.
Como o conflito era relativamente não documentado pela União Soviética (os combatentes do Báltico foram formalmente acusados como criminosos comuns), alguns consideram o conflito soviético-báltico como um todo uma guerra desconhecida ou esquecida. Discussões sobre resistência foram suprimidas sob o regime soviético. Os escritos sobre o assunto de emigrantes do Báltico eram frequentemente rotulados como exemplos de "simpatia étnica" e desconsiderados. Considera-se que os esforços de pesquisa de Laar, iniciados na Estônia no final dos anos 80, abriram as portas para novos estudos.

Em 1999, o Seimas lituano (parlamento) promulgou uma declaração de independência que havia sido feita em 16 de fevereiro de 1949, no 31º de aniversário da declaração de independência de 1918, por elementos da resistência unificada. sob a " Movimento da luta pela Liberdade da Lituânia ". 
.. uma resistência armada universal organizada, ou seja, autodefesa, pelo Estado da Lituânia, ocorreu na Lituânia entre 1944 e 1953, contra a ocupação soviética ... o objetivo ... era a libertação da Lituânia, confiando sobre as disposições da Carta do Atlântico e um direito soberano reconhecido pelo mundo democrático, de portar armas contra um dos agressores da Segunda Guerra Mundial ... O Conselho do Movimento de Luta pela Liberdade da Lituânia ... constituiu o supremo político e estrutura militar ... e era a única autoridade legal dentro do território da Lituânia ocupada. 
Na Letônia e na Lituânia, os veteranos dos Irmãos da Floresta recebem uma pequena pensão. Na Lituânia, o terceiro domingo de maio é comemorado como dia dos partisans. Em 2005, havia cerca de 350 Irmãos da Floresta sobreviventes na Lituânia.
Em uma palestra em 2001 em Tallinn, o senador americano John McCain reconheceu os Irmãos da Floresta da Estônia e seus esforços.

### Irmãos da Floresta na cultura popular
O filme canadense Legendi loojad (Criadores da Lenda) sobre os Irmãos da Floresta da Estônia foi lançado em 1963. O filme foi financiado por doações de estonianos no exílio.
O filme dramático soviético de 1966, Ninguém queria morrer (em lituano:  Niekas nenorėjo mirti) do diretor de cinema soviético-lituano Vytautas Žalakevičius mostra a tragédia do conflito em que "um irmão vai contra o irmão". O filme deu a Žalakevičius o Prêmio Estatal da URSS e reconhecimento internacional,sendo o filme mais conhecido sobre o conflito.
O popular filme de TV letão-soviético Longo Caminho até as Dunas (1980-1982) aborda o tema dos Irmãos da Foresta da Letônia a partir de uma perspectiva soviética.
Um documentário de 199, Vivemos pela Estônia, conta a história dos Irmãos da Floresta da Estônia do ponto de vista de um dos participantes.
Outra série popular de TV da Letônia, Likteņa līdumnieki, produzida pela Latvijas Televīzija de 2003 a 2008, mostra o impacto da luta (e outros eventos históricos de 1885 a 1995) na vida da família Nārbuļi e em sua propriedade.
O filme de 2004 Totalmente Sozinho (em lituano:  Vienui Vieni) retrata as dificuldades do líder partidário lituano Juozas Lukša, que viajou duas vezes para a Europa Ocidental na tentativa de obter apoio para a resistência armada.
O documentário de 2005 Stirna conta a história de Izabelė Vilimaitė (codinomes Stirna e Sparnuota), uma lituana nascida nos Estados Unidos que se mudou para a Lituânia com sua família em 1932. Estudante de medicina e farmacêutica, ela era médica clandestina e fonte de suprimentos médicos para os partidários, tornando-se uma ligação distrital. Ela se infiltrou no Komsomol local (Juventude Comunista), foi descoberta, capturada e escapou duas vezes. Depois de passar a viver clandestinamente em tempo integral, ela era suspeita de ter sido apontada pela KGB como informante e quase foi executada pelos guerrilheiros. Seu bunker foi descoberto pela KGB e ela foi capturada pela terceira vez, interrogada e morta.
O filme estoniano de 2007, Filhos de uma floresta (em estoniano:  Ühe metsa pojad) segue a história de dois irmãos da floresta no sul da Estônia, que lutam com um estoniano da Waffen-SS contra os ocupantes soviéticos.
O romance Irmãos da Floresta, de 2013, de Geraint Roberts, segue a sorte de um oficial da Marinha Britânica em desgraça que retorna à Estônia em 1944 para a Inteligência Britânica. Muitas pessoas do seu passado que o ajudaram foram para a floresta, durante o conflito em curso entre a Alemanha e a União Soviética.
Exemplos recentes da cinematografia letã incluem o filme Alias Loner de 2014 (em letão:  Segvārds Vientulis), descrevendo a história do lutador de resistência de alto escalão e do padre católico Antons "Vientulis" Juhņevičs e da série de TV Sarkanais mežs ("Floresta Vermelha") de 2019 sobre agentes letões enviados pelo MI6 à Letônia ocupada pelos soviéticos para encontrar apoio entre os partidários locais sob Operação Selva .

### O último Irmão da Floresta
O último Irmão da Floresta conhecido foi Jānis Pīnups, que saiu do esconderijo apenas em 1995. Ele havia desertado do Exército Vermelho em 1944 e foi dado como desaparecido em ação pelas autoridades soviéticas na Letônia. Ele ficou inconsciente durante uma batalha e foi deixado para morrer. Ele decidiu voltar para casa, onde começou a se esconder na floresta vizinha, com medo de que sua família fosse deportada, se sua deserção fosse descoberta. Cerca de 25 anos depois de se esconder, ele foi forçado a procurar assistência médica e começou a agir mais livremente a partir de então. Apenas seus irmãos e, mais tarde, os vizinhos mais próximos sabiam quem ele era, até o resto de sua família só descobriu que ele não havia sido morto na guerra depois que saiu do esconderijo.